# Larentalia
Larentalia, Larentinalia oppure Accalia erano le festività dedicate ad Acca Larenzia, nutrice di Romolo e Remo festeggiate il 23 dicembre, ultimo giorno dei Saturnali (Macrobio, Saturnalia, I, 10) sul Velabro, luogo dove la tradizione vuole sia stata sepolta Acca Larenzia.
In seguito la ricorrenza venne festeggiata due volte all'anno per disposizione dell'imperatore Augusto.

## Origini della Festività
La parola latina "Acca" è di origini sconosciute, in greco il termine akko significa "donna ridicola" mentre in sanscrito akka significa "madre". Per cui Acca Larenzia potrebbe essere identificata con la Mater Larum o "Madre dei Lari", ovvero Romolo e Remo che vennero in seguito celebrati come Lari di Roma. Ciò spiegherebbe perché durante la festività dei Larentalia i sacrifici venissero celebrati dal Flaminis Quirinalis, il sacerdote di Quirino, ovvero Romolo, suo figlio.
L'identificazione di Mater Larum spiega perché durante i Larentalia si offrissero sacrifici ai Lares, ovvero agli spiriti benevoli degli antenati, anch'essi di origine etrusca, il cui compito era di proteggere e benedire i nuclei familiari e le loro abitazioni dalle minacce esterne. Anche in questo caso la figura di Acca Larenzia viene identificata con una divinità ctonia, custode del mondo dei morti, Larenta, o Larunda, come era conosciuta tra i Sabini. Larenta, o "Dea Muta" era una divinità femminile del sottosuolo e dell'oltretomba.